# Episodi di Naruto: Shippuden (diciassettesima stagione)
La Saga dell'ANBU Kakashi: il ninja che vive nell'oscurità (カカシ暗部篇 ～闇を生きる忍～?, Kakashi Anbu hen: yami o ikiru shinobi) costituisce la diciassettesima stagione della serie televisiva anime Naruto: Shippuden ed è composta dagli episodi che vanno dal 349 al 361. La regia è di Hayato Date ed è prodotta da TV Tokyo e Pierrot. Gli episodi, anche se ispirati al manga di Masashi Kishimoto Naruto, non sono adattati direttamente da esso, ma costituiscono una saga originale. La trama è incentrata sul passato da ANBU di Kakashi Hatake, fino alla sua nomina come maestro della Squadra 7. 
La diciassettesima stagione è stata trasmessa in Giappone dal 6 febbraio all'8 maggio 2014 su TV Tokyo. In Italia è stata trasmessa dal 26 maggio al 9 giugno 2021 in prima serata su Italia 2.
La stagione adotta due sigle di apertura: Tsuki no ōkisa di Nogizaka46 (episodi 349-356) e Guren dei DOES (episodi 357-361), e due sigle di chiusura: Niji di Shinku Horou (episodi 349-356) e FLAME dei Dish (episodi 357-361).

## Lista episodi
| Nº  | Titolo italiano Giapponese 「Kanji」 - Rōmaji | In onda          | In onda        |
| Nº  | Titolo italiano Giapponese 「Kanji」 - Rōmaji | Giapponese       | Italiano       |
| 349 | Una maschera che nasconde il cuore 「心を隠す面」 - Kokoro o kakusu men | 6 febbraio 2014  | 26 maggio 2021 |
| 349 | Kakashi, dopo avere sognato il momento in cui Rin muore per mano sua, si sveglia di soprassalto dimostrando di essere ancora estremamente sconvolto ed addolorato per l'azione che ha compiuto. Intanto, il trio Ino-Shika-Cho si trova al confine con i Paesi della Terra e del Vento per cercare di negoziare un trattato di pace con alcuni shinobi della Roccia, i quali, però, sono del tutto contrari e si apprestano ad attaccare il trio ma vengono fermati dal Quarto Kazekage. Nel frattempo, a Konoha Hiruzen Sarutobi, dopo avere raggiunto un accordo di pace con il Paese della Terra, annuncia che si ritirerà dalla carica di Hokage e nominerà il Quarto: durante la riunione con il Daimyo del Paese del Fuoco, Danzo (ai tempi consigliere del Terzo Hokage) propone la nomina di Orochimaru come Quarto Hokage avendo lui stesso siglato un'alleanza segreta con il Ninja Supremo aiutandolo nei suoi esperimenti, ma Sarutobi rifiuta e propone di nominare come suo successore Minato Namikaze guadagnando l'assenso del Daimyo. Minato accetta l'incarico e viene proclamato Quarto Hokage e, qualche tempo dopo, assegna una missione a Kakashi: recuperare alcuni documenti sul trattato di pace. Kakashi accetta, ma durante la missione, mentre sta eseguendo il Taglio del Fulmine, rimane frastornato dal ricordo della morte di Rin, ma fortunatamente viene salvato da Gai. Dopo essersi ripreso, Minato decide di far diventare Kakashi un membro degli ANBU. |                  |                |
| 350 | La morte di Minato 「ミナトの死」 - Minato no shi | 13 febbraio 2014 | 26 maggio 2021 |
| 350 | Dopo essere entrato negli ANBU, a Kakashi vengono assegnate numerose missioni dove, nonostante la giovane età, mostra una grande sicurezza e freddezza, soprattutto nello scontro con alcuni ninja della Roccia. Minato decide, allora, di assegnargli una missione speciale che consiste nel sorvegliare Kushina dato l'imminente gravidanza di quest'ultima che doveva assolutamente rimanere segreta almeno fino a parto avvenuto. Kakashi decide di rivelare l'imminente nascita del figlio del suo maestro solo a Rin e, quindi, si reca davanti alla sua tomba, ignaro che Obito lo stia spiando. La sera del parto Obito evoca la Volpe a Nove code con lo scopo di distruggere il villaggio, ma essa verrà poi sigillata in Naruto grazie al sacrificio di Minato e Kushina. Sarutobi, quindi, riprende il ruolo di Hokage mentre Kakashi, sotto consiglio di Danzo, decide di diventare un suo subordinato insieme ad un ragazzino in grado di usare l'Arte del legno. |                  |                |
| 351 | Le cellule di Hashirama 「柱間細胞」 - Hashirama saibō | 20 febbraio 2014 | 26 maggio 2021 |
| 351 | Kakashi continua ad avere incubi ricorrenti su Rin ed inoltre si interroga su come quel ragazzino che fa parte degli ANBU sia in grado di usare l'Arte del legno. Si reca quindi segretamente in una stanza del palazzo dell'Hokage per raccogliere informazioni su questa tecnica, ma viene scoperto proprio da Sarutobi, che spiega al giovane ninja che Hashirama fu l'unico shinobi in grado di padroneggiare l'Arte del legno e fu proprio grazie a questa abilità che riuscì a sconfiggere il suo rivale Madara e a controllare la Volpe a Nove code. Detto ciò, Sarutobi afferma, inoltre, che anni dopo la morte di Hashirama, a Konoha vennero fatti alcuni esperimenti su alcuni ninja per tentare di recuperare questa tecnica, ma i risultati furono totalmente negativi ed i ninja sottoposti a questi esperimenti morirono e, così, fu presa la decisione di sigillare il jutsu, ritenuto troppo pericoloso. Tuttavia, Sarutobi sostiene che gli esperimenti stiano continuando, anche a causa di strane sparizioni da parte di alcuni membri ANBU e di alcuni rapimenti di neonati affermando, però, che si tratta solo di dicerie. Successivamente, Danzo ordina ai suoi subordinati di tendere un'imboscata a Sarutobi, il quale deve dirigersi dal Daimyo per riprendere ufficialmente la carica di Hokage, ma essa viene sventata grazie al tradimento di Kakashi, il quale riesce a fermare il ragazzino ANBU senza, però, riuscire a scoprire dove abbia imparato l'Arte del legno. Danzo viene così scoperto da Sarutobi, il quale riprende Kakashi fra i suoi subordinati ringraziandolo per averlo avvisato dell'imboscata. Intanto, lo stesso Danzo si incontra con Orochimaru dicendogli di interrompere, almeno temporaneamente, la loro alleanza segreta, proprio a causa del tradimento del ninja-copia. |                  |                |
| 352 | Orochimaru, il Ninja oscuro 「抜け忍・大蛇丸」 - Nukenin: Orochimaru | 27 febbraio 2014 | 26 maggio 2021 |
| 352 | Danzo viene avvertito da un suo subordinato che Sarutobi ha scoperto il nascondiglio e, quindi, tutti gli esperimenti di Orochimaru, e che sta combattendo contro quest'ultimo insieme a due membri ANBU: così decide di mandare in aiuto del Ninja Supremo il ragazzino in grado di utilizzare l'arte del Legno, del quale viene rivelato il nome: Kinoe. Intanto, nello scontro ha la meglio Orochimaru anche per via della negligenza del suo ex-maestro, che provando quasi compassione per il suo allievo, lo lascia scappare. Uscito dal covo, il Ninja Leggendario si scontra con Kakashi sul quale riesce almeno inizialmente ad avere la meglio, ma viene successivamente ferito gravemente da una carta bomba messa segretamente da Sarutobi in uno dei suoi serpenti; sebbene ferito, Orochimaru riesce a fuggire anche perché neanche Kakashi, impaurito dal suo sguardo, riesce a dargli il colpo di grazia. Successivamente Sarutobi ordina ai suoi membri ANBU di catturare il suo ex-allievo prima che lasci il Paese del Fuoco. Intanto, Kinoe, arrivato nel punto dove dovrebbe incontrarsi con Orochimaru, si imbatte in alcuni membri del clan Iburi, i quali vivono dentro un albero cavo a causa della loro tecnica principale, ovvero quella di tramutare il loro corpo in fumo. Kinoe consegna un messaggio da parte di Danzo e asserisce di doversi incontrare con Orochimaru proprio nel loro nascondiglio e il clan, essendo riconoscente al Ninja Supremo, decide di assecondare il ragazzino. Kinoe, dopo essersi levato la maschera, viene riconosciuto da una ragazzina di nome Yukimi come Tenzo, ovvero il fratellino scomparso anni prima. Dopo averlo portato nel cimitero del loro clan, Yukimi decide di portarlo nel suo posto preferito, ovvero in una parte dell'albero dove si possono sentire le voci esterne: infatti loro, a causa della loro tecnica, non possono uscire dal loro nascondiglio perché rischierebbero di disperdersi a causa del vento. Kakashi, intanto, arriva proprio davanti al loro covo ed alcuni membri del clan, sentendo la presenza di qualcuno avvicinarsi, si preparano per l'attacco. |                  |                |
| 353 | Gli esperimenti di Orochimaru 「大蛇丸の実験体」 - Orochimaru no jikkentai | 6 marzo 2014     | 26 maggio 2021 |
| 353 | Kakashi entra nel covo del clan Iburi, ma viene immediatamente scoperto e dopo un breve combattimento viene sconfitto e preso in ostaggio da Kinoe, il quale scopre che il giovane ninja-copia sta cercando di fermare Orochimaru, diretto proprio nel covo del clan. A questo punto anche Kinoe afferma che per ordine di Danzo deve assolutamente fermare il ninja traditore prima che lasci il paese del Fuoco, ma le sue parole vengono interpretate come un tradimento da parte del clan che attacca i due giovani Shinobi; interviene però Yukimi, che li porta in salvo dirigendosi verso l'uscita segreta, dove però grazie alla sua tecnica principale si impossessa del corpo di Kinoe, fuggendo e lasciando Kakashi a fronteggiare Gotta, il capo del clan. Yukimi, quindi, riesce per la prima volta a vedere il mondo esterno e la città adiacente al loro covo e qui Kinoe gli rivela che anche lui in passato è stato soggetto di esperimenti; intanto Kakashi, dopo aver sconfitto Gotta grazie anche al punto debole del suo clan, ovvero il vento, viene a sapere proprio da quest'ultimo che a Orochimaru serve Yukimi per sopravvivere e che verrà nel loro covo solo per questo motivo: il giovane ninja-copia allora, dopo aver raggiunto i due ragazzini, spiega a Kinoe che devono assolutamente tornare al loro nascondiglio perché Yukimi è fondamentale per riuscire a fermare il Ninja Supremo. Kinoe però rifiuta e scappa con quest'ultima, affermando di chiamarsi Tenzo. Nel frattempo, Orochimaru, ferito gravemente, raggiunge il covo del Clan Iburi. |                  |                |
| 354 | Ognuno per la sua strada 「それぞれの道」 - Sorezore no michi | 6 marzo 2014     | 2 giugno 2021  |
| 354 | Tenzo e Yukimi scappano inseguiti da Kakashi, il quale ripete che la ragazza è fondamentale per la cattura di Orochimaru, mentre Tenzo ricorda, tramite alcuni flashback, il periodo in cui fu soggetto ad esperimenti insieme ad un'altra ragazzina, che però non era sopravvissuta anche a causa dell'impossibilità di quest'ultimo di aiutarla. Dopo un breve inseguimento, il giovane ninja-copia decide di usare il Taglio del Fulmine per fermare i due ragazzini, ma rimane nuovamente frastornato dal ricordo della morte di Rin, riuscendo solo a colpire lievemente Yukimi. Tenzo così ingaggia un combattimento con quest'ultimo chiedendogli il motivo per cui Orochimaru sia interessato a lei e Kakashi risponde che Gotta, prima di morire, gli abbia confessato che il Ninja Supremo necessita del suo sangue per imparare la tecnica per trasformare il corpo in fumo e, quindi, fuggire più facilmente dal paese del Fuoco. Yukimi intanto ricorda quando Orochimaru salvò il suo clan ormai decimato, e portò via con sé il fratellino Tenzo con la speranza di dare allo stesso clan un futuro migliore, sebbene ciò comportasse dei sacrifici. La ragazza così, decide di tornare al covo dove incontra Orochimaru che dopo avere sterminato il resto del clan, è intenzionato a prendersi il suo sangue e, dopo un breve inseguimento, riesce, seppur contrastato da Kakashi e Tenzo sopraggiunti sul posto, a fuggire; grazie però all'aiuto di Pakkun i due giovani shinobi trovano il Ninja Supremo il quale però ancora una volta riesce a scappare lasciando Yukimi in fin di vita che però viene salvata grazie all'intervento di Tenzo e dal fumo rimasto dei membri del clan che riescono, tramite una tecnica, a ricreare il corpo disperso della ragazza formando un albero. Yukimi decide così di separarsi da Tenzo e intraprendere la sua strada ed il giovane shinobi finalmente comprende di essere riuscito a proteggere qualcuno di importante. |                  |                |
| 355 | Missione: Sharingan 「狙われた写輪眼」 - Nerawareta Sharingan | 13 marzo 2014    | 2 giugno 2021  |
| 355 | Danzo ordina a Kinoe e Kinoto di recuperare lo Sharingan di Kakashi, per sostituire il suo occhio destro che sta lentamente perdendo la vista. Nel frattempo, Yugao Uzuki trova e avvisa Kakashi riguardo alla sua convocazione al cimitero del villaggio da parte del Terzo Hokage; il ninja si reca sul posto, dove gli viene affidata una missione di notevole importanza: indagare in uno dei nascondigli di Orochimaru. Nei pressi del nascondiglio, Kakashi incontra Kinoe, che inizialmente lo aiuta, per poi rivelare al compagno la sua vera missione affidatagli da Danzo. I due ninja della Foglia iniziano un duro scontro, tuttavia, Kakashi è riluttante di uccidere un proprio compagno, nonostante Kinoe riveli ch'egli ha presumibilmente ucciso un suo amico. In un impeto d'ira, Kakashi blocca Kinoe a terra e si prepara a colpirlo con la sua tecnica devastante: il Mille Falchi. Tuttavia, le parole di Kakashi vengono capite da Kinoe, che ricorda il suo passato: l'introduzione all'interno della Radice mentre si rassegnava al suo destino, ricordi che lo portano a dire a Kakashi che se vuole può ucciderlo. Per tutto il tempo, un essere misterioso osserva di nascosto i due giovani ninja. |                  |                |
| 356 | Un ninja della foglia 「木ノ葉の忍」 - Konoha no shinobi | 20 marzo 2014    | 2 giugno 2021  |
| 356 | Kinoe e Kakashi si apprestano ad uscire dal covo ma vengono attaccati da un gigantesco serpente appartenente a Orochimaru che, però, viene sconfitto grazie al Mille Falchi del giovane ninja-copia, il quale viene poi portato da Kinoe al riparo dal gas velenoso emanato dal serpente stesso. Qui il giovane ANBU inietta a Kakashi una specie di sonnifero e si appresta a estrargli lo Sharingan, ma capisce, in quanto essendo amico di quest'ultimo, di non poterlo fare e lascia così un messaggio nel quale afferma che non porterà a termine la sua missione proprio per questo motivo; torna così da Danzo al quale dichiara di aver fallito l'incarico. Intanto, il Terzo Hokage apprende proprio da Kakashi ciò che è successo nel covo e quest'ultimo decide di convocare Danzo tramite mandato. Nel frattempo, Kinoe, scusandosi per la missione fallita, afferma che non è stato in grado di uccidere il suo amico scontrandosi contro gli ideali di Danzo e Kinoto, il quale afferma che gli ANBU non devono avere sentimenti e qui Kinoe ripete di non chiamarsi così e di essere uno shinobi della Foglia venendo, così, punito da Danzo tramite il suo Sharingan. Kakashi, dopo avere appreso dove si trova il compagno da una ragazza ANBU grazie alla sua abilità oculare, libera Kinoe e insieme si apprestano ad affrontare Danzo ed i suoi subordinati, ma interviene Sarutobi facendo da mediatore, il quale decide che d'ora in poi Kinoe diventerà un suo subordinato. |                  |                |
| 357 | Un Anbu del clan Uchiha 「暗部のうちは」 - Anbu no Uchiha | 3 aprile 2014    | 2 giugno 2021  |
| 357 | Kakashi incontra Gai, il quale vorrebbe entrare negli ANBU, ma sia il Terzo Hokage che Danzo dicono che non possiede le qualità per farlo; viene invece scelto un giovane ragazzo del Clan Uchiha: Itachi, che nonostante la giovane età, possiede già un grande potenziale. Sarutobi ordina quindi, sotto consiglio di Danzo, a Kakashi e Itachi di seguire segretamente Gai ed altri tre ninja, mandati in missione per uno scambio di pergamene con il Paese del Legno. Arrivati al punto d'incontro, Gai si accorge che lo scambio di pergamene è in realtà una messa in scena da parte degli ANBU del Paese del Legno che attaccano i ninja della Foglia ma vengono sconfitti dopo un breve combattimento e, come aveva ordinato Danzo, vengono uccisi. Gai, esterrefatto, si rende conto di non essere portato per essere un ANBU, sostenendo però che non lo sia neanche Kakashi, il quale afferma al giovane Itachi che non permetterebbe mai che un amico venga ucciso. Successivamente il ninja-copia si scusa con Gai per quello che è successo durante la missione, mentre durante una riunione del clan Uchiha, Fugaku, il padre di Itachi, ribadisce che suo figlio è entrato negli ANBU per tenersi in stretto contatto con l'Hokage e ricevere, quindi, informazioni importanti sul futuro della Foglia e del suo clan. |                  |                |
| 358 | Colpo di stato 「クーデター」 - Kūdetā | 10 aprile 2014   | 2 giugno 2021  |
| 358 | Kakashi spiega ad Itachi che il suo clan è tenuto sotto stretta sorveglianza da quando, sei anni prima, la Volpe si scatenò su Konoha, provocando ingenti danni e creando sospetti proprio sullo stesso clan, che a detta di Danzo, avrebbe potuto controllare il cercoterio grazie alle loro abilità oculari, ma Itachi risponde che è consapevole di tutto ciò. Intanto Shisui, dopo aver fermato Ao e alcuni shinobi della Nebbia, chiede a Sarutobi di tenere sotto controllo il suo clan e in particolar modo Fugaku, per evitare futuri contrasti e un possibile colpo di stato, rivelando lo scopo della sua missione solo ad Itachi, suo amico fraterno. Poco prima della riunione del clan, Shisui viene fermato da Danzo il quale, non fidandosi di quest'ultimo, lo attacca con lo scopo di prendere il suo Sharingan, riuscendoci: il ragazzo però riesce a scappare e raggiunge Itachi, dicendo che il colpo di stato è ormai inevitabile e asserisce che egli è l'unico che può proteggere il clan; detto ciò, consegna all'amico fraterno l'altro Sharingan, affermando che la sua morte porrebbe fine ai contrasti tra il loro clan e Konoha, e dopo queste parole, si suicida gettandosi da una scogliera. Successivamente Sarutobi, insieme ai due consiglieri e Danzo, affermano ad Itachi che il suicidio di Shisui ha evitato il possibile colpo di stato. Dopo aver sviluppato lo Sharingan Ipnotico assistendo alla morte dell'amico e dopo aver letto una parte segreta dell'epitaffio del suo clan, il giovane Uchiha si rende conto che dopo la morte del suo amico le cose sono cambiate e che egli non è più in grado di proteggere il suo clan. |                  |                |
| 359 | La notte della tragedia 「惨劇の夜」 - Sangeki no yoru | 17 aprile 2014   | 9 giugno 2021  |
| 359 | Itachi viene promosso capitano e successivamente diventa un subordinato di Danzo, al quale rivela che il Clan Uchiha è sempre più diffidente nei confronti del villaggio. Intanto, Sarutobi manda in missione Kakashi, in quanto sospetta che ci sia qualcuno che riesce ad infiltrarsi nel villaggio superando le barriere di protezione e così raggiunge, insieme a Gai, il distretto degli Uchiha, notando un'atmosfera tesa e poco amichevole nei confronti dei due shinobi della Foglia. Dopo avere fatto rapporto al Terzo Hokage, quest'ultimo decide che per evitare il colpo di stato, concederà più potere al distretto di polizia degli Uchiha, pur essendo in disaccordo con Danzo. In seguito, però, Itachi raggiunge Sarutobi, Danzo e i consiglieri ai quali afferma che gli Uchiha sono pronti ad attuare la guerra civile e successivamente chiede ad Obito che, grazie alla sua abilità oculare era stato in grado di infiltrarsi nel villaggio, di aiutarlo a sterminare il suo clan, a patto che lasci in vita il fratello Sasuke; durante la notte avviene così il Genocidio, sotto gli occhi atterriti di Kakashi e gli altri ANBU, che si domandano chi possa aver compiuto questo gesto: interviene Danzo, asserendo che lo sterminio del clan è opera di Itachi. A questo punto, si scopre che Danzo e i consiglieri si erano accordati per commissionare ad Itachi lo sterminio del proprio clan per evitare il colpo di stato, sebbene Sarutobi fosse contrario, in quanto avrebbe optato per una soluzione più pacifica; decide così di sollevare Danzo da tutti i suoi incarichi, e inoltre promette allo stesso Itachi, in procinto di unirsi all'organizzazione Alba diventando così un ninja traditore, di proteggere il fratello, scusandosi con quest'ultimo per non essere riuscito a prendere una decisione che evitasse il massacro. In seguito, Sarutobi solleva dall'incarico di ANBU Kakashi che diventa, così, un supervisore Jonin. |                  |                |
| 360 | Maestro Jonin 「担当上忍」 - Tantō Jōnin | 24 aprile 2014   | 9 giugno 2021  |
| 360 | Kakashi, dopo essere stato nominato supervisore Jonin, ricorda quando fu sottoposto, insieme a Rin ed Obito, alla prova dei campanelli da Minato; in quel frangente, il ninja-copia ricorda che riuscì a prendere un campanello anche se tralasciò l'importanza del lavoro di squadra. Minato decise però di promuovere il team notando comunque una certa alchimia tra i tre giovani ninja. Mentre Neji, Rock Lee e Tenten vengono promossi da Gai, Kakashi invece boccia e rimanda in accademia entrambi i team che gli vengono affidati: il primo per mancanza di lavoro di squadra ed il secondo per l'eccessiva osservanza alle regole ninja. Qualche tempo dopo, però, entrambi i team rincontrano Kakashi al quale affermano di avere capito i loro errori ringraziandolo per gli insegnamenti ricevuti. In seguito, Sarutobi, spiega ad Asuma, Kurenai e Gai che anche il maestro può imparare tanto dai propri allievi e dunque decide di assegnare un nuovo team al ninja-copia. |                  |                |
| 361 | La squadra sette 「第七班」 - Dainanahan | 8 maggio 2014    | 9 giugno 2021  |
| 361 | Sarutobi assegna un nuovo team a Kakashi, formato da Naruto, Sasuke e Sakura. Naruto è il figlio di Minato ed è considerato un buono a nulla e l'ultimo della classe mentre invece Sasuke, il fratello minore di Itachi, è considerato invece un Genin molto promettente e Sakura una ragazzina diligente con un buon potenziale. Sarutobi asserisce, quindi, che questo team funzionerà proprio perché è equilibrato e rispecchia esattamente il team di Minato; Kakashi decide, quindi, di sottoporre i tre giovani ninja alla prova dei campanelli dove sarà proprio Naruto ad avere la peggio, anche a causa dello scarso lavoro di squadra. Sasuke e Sakura, però, decidono di offrire comunque il loro pranzo a Naruto, sebbene la regola lo vieti, ed è proprio in quel momento che Kakashi, grazie anche al ricordo delle parole di Obito, comprende che fra i tre ragazzini c'è alchimia e decide di promuovere tutti e tre. |                  |                |

## DVD

### Giappone
Gli episodi della diciassettesima stagione di Naruto: Shippuden sono stati distribuiti in Giappone anche tramite DVD, da ottobre a dicembre 2014.
| N° | Data            | Dischi | Episodi | Extra                                                 |
| -- | --------------- | ------ | ------- | ----------------------------------------------------- |
| 1  | 1º ottobre 2014 | 1      | 349-352 | /                                                     |
| 2  | 5 novembre 2014 | 1      | 353-356 | 2 Character song (CV: Kazuhiko Inoue, Hideo Ishikawa) |
| 3  | 3 dicembre 2014 | 1      | 357-361 | /                                                     |